# Aspects sociologiques du changement climatique
 (août 2024).
Si vous disposez d'ouvrages ou d'articles de référence ou si vous connaissez des sites web de qualité traitant du thème abordé ici, merci de compléter l'article en donnant les références utiles à sa vérifiabilité et en les liant à la section « Notes et références ».
Les aspects sociologiques du changement climatique concernent les causes et les conséquences psychosociales du changement climatique. Les sciences sociales s'intéressent par exemple aux questions liées à la perception des risques, au traitement de l'information, aux attitudes, à la communication et aux comportements de consommation, mais aussi aux conséquences psychologiques et sociales du changement climatique. Ces questions sont traitées entre autres par la psychologie (en particulier la psychologie cognitive, la psychologie environnementale et la psychologie sociale), les sciences de la communication, la sociologie et les sciences économiques.

## Climatologie et sciences humaines et sociales
Après avoir reconnu que le problème du climat était lié aux comportements et aux décisions humaines au sein des systèmes sociaux, les aspects sociologiques du changement climatique ont commencé à être étudiés à partir des années 1970. Stephen H. Schneider a été l'un des premiers climatologues à prôner la recherche interdisciplinaire (c'est-à-dire l'intégration des sciences sociales dans l'étude du changement climatique) et à organiser des ateliers sur le sujet. En 1983, il a souligné que la base du problème du CO2 (l'augmentation des émissions) était une question de sciences sociales. Ainsi, l'ampleur des futures émissions de CO2 dépendrait en grande partie du comportement humain, notamment en ce qui concerne la population (comportement reproductif), la consommation d'énergie fossile par habitant ou la déforestation et le reboisement. Outre les analyses sociologiques des causes du réchauffement climatique, les réactions de la société au changement climatique anthropique ont été discutées très tôt, comme la perception des risques, la prise de décision ou encore l'adaptation aux changements climatiques.

### Aspects économiques
Les aspects économiques du changement climatique ont été résumés, parmi d'autres, par Nicholas Stern en 2006 (rapport Stern). En outre, face au manque d'activités de protection du climat, et malgré la certitude croissante des connaissances scientifiques sur le changement climatique, les recherches sur les causes du phénomène de l'"inactivité" se sont intensifiées. 

### Aspects politiques
Outre les facteurs individuels, Naomi Oreskes, entre autres, a étudié de plus près - dans le contexte de la controverse sur le réchauffement climatique - la manière dont les groupes d'intérêt motivés par l'économie propagent de manière ciblée le doute sur les connaissances scientifiques (cf. déni du changement climatique) et comment cela se répercute à son tour sur les décisions politiques.

### Aspects psychologiques
En 2009, le président de l'American Psychological Association (APA), Alan Kazdin, a abordé le thème de la psychologie et des problèmes environnementaux mondiaux dans son discours présidentiel. Le réchauffement climatique et les problèmes connexes nécessiteraient des stratégies multiples de la part de différentes disciplines pour être résolus. La psychologie peut y apporter une contribution essentielle. Dans ce contexte, l'APA a créé un groupe de travail sur la psychologie et le changement climatique ("Task Force on the Interface Between Psychology and Global Climate Change"), qui a publié en 2009 un rapport sur l'état actuel de la recherche,. Il décrit l'état de la recherche dans les domaines suivants :
- Perception et compréhension du changement climatique et des risques qui y sont liés,
- Contribution humaine au changement climatique et ses causes psychologiques,
- Effets psychosociaux du changement climatique,
- Adaptation au changement climatique,
- Barrières psychologiques qui entravent les changements de comportement visant à limiter le changement climatique.

En 2011, l'APA a publié une résolution sur le sujet et un numéro spécial de la revue American Psychologist sur la psychologie et le changement climatique mondial.